# 平群真鳥
平群 真鳥（へぐり の まとり、生年不詳 - 498年?）は、雄略・清寧・顕宗・仁賢朝の大臣。父は平群木菟。子に平群鮪がいる。

## 概要
雄略天皇の御世に大臣となり、平群氏の全盛期を迎えさせる。
仁賢天皇の没後、自ら「日本の王」になろうとしたが、これに不満を抱いた大伴金村は小泊瀬稚鷦鷯尊（後の武烈天皇）の命令を受け平群真鳥とその子鮪を討ち、さらに平群一族を皆殺しにした。
『日本書紀』には、真鳥が死にあたって産地を列挙して塩を呪ったが、角鹿（敦賀）を呪い忘れたため、天皇が食する塩は角鹿産のみとなったとする伝説が記されている。